# Metapseudaxine ventrosicula
Metapseudaxine ventrosicula är en plattmaskart. Metapseudaxine ventrosicula ingår i släktet Metapseudaxine och familjen Gastrocotylidae. Inga underarter finns listade i Catalogue of Life.